# Chrysobothris prasina
Chrysobothris prasina es una especie de escarabajo del género Chrysobothris, familia Buprestidae. Fue descrita científicamente por Horn en 1886.
Se encuentra en California, Arizona, Utah y Nevada.